# 酒巻匡
酒巻 匡（さかまき ただし、1957年9月29日 - ）は、日本の法学者。早稲田大学大学院法務研究科教授。専門は刑事訴訟法。東京大学助手時代に松尾浩也、井上正仁らの指導を受ける。神奈川県横浜市出身。

## 略歴
- 1976年 - 栄光学園高等学校卒業
- 1981年 - 東京大学法学部卒業、東京大学法学部助手
- 1984年 - 神戸大学法学部助教授
- 1988年 - ミシガン大学ロースクールに留学（1989年まで）
- 1994年 - 神戸大学法学部教授
- 1999年 - 上智大学法学部教授
- 2004年 - 京都大学大学院法学研究科教授
- 2018年 - 早稲田大学大学院法務研究科教授

## 著作

### 単著
- 『刑事証拠開示の研究』（弘文堂、1988年）
- 『刑事訴訟法』（有斐閣、初版2015年、第2版2020年、第3版2024年）

### 共著
- （三井誠）『入門刑事手続法』（有斐閣、初版1995年、改訂版1998年、第3版2001年、第4版2006年、第5版2010年、第6版2014年、第7版2017年、第8版2020年、第9版2023年）
- （市川正人・山本和彦）『現代の裁判』（有斐閣、初版1998年、第2版2001年、第2版補訂版2003年、第3版2004年、第4版2005年、第5版2008年）
- （山本和彦）『裁判の法と手続』（放送大学教育振興会、初版2004年、改訂版2008年）
- （長沼範良・田中開・佐藤隆之・大澤裕）『演習刑事訴訟法』（有斐閣、2005年）
- （井上正仁・長沼範良・大澤裕・川出敏裕・堀江慎司ほか）『ケースブック刑事訴訟法』（有斐閣，初版2004年、第2版2006年、第3版2009年、第4版2013年、第5版2018年）

### 編著
- 『刑事証拠開示の理論と実務』（判例タイムズ社、2009年）
- （井上正仁）『三井誠先生古稀祝賀論文集』（有斐閣、2012年）